# Theodor Renner
Theodor Ludwig Renner (Heilbronn, 10 dicembre 1865 – Stoccarda, 23 aprile 1950) è stato un generale tedesco, distintosi durante la prima guerra mondiale, dove venne decorato con l'Ordine Pour le Mérite.

## Biografia
Nacque il 10 dicembre 1865 a Heilbronn, figlio di Karl, comandante dei vigili del fuoco della città. Frequentò il Karls-Gymnasium di Stoccarda e poi si nel 1885 arruolò nell'esercito del Württemberg, assegnato al Grenadier- Regiment "Königin Olga" (1. Württembergisches) Nr 119.
Dal 1886 appartenne al corpo degli ufficiali di stato maggiore. Tra il 1 ottobre 1893 e il 21 luglio 1896 frequentò la Kriegsakademie (Scuola di guerra) a Berlino. Tra il 1 ottobre 1896 e il 1 ottobre 1899 fu in servizio presso il Grossen Generalstab, venendo promosso hauptmann il 25 marzo 1899. Ufficiale di stato maggiore presso il II. Armee Korps, presto poi servizio in forza al Infanterie-Regiment "Alt-Württemberg" (3. Württembergisches) Nr. 121 (1 ottobre 1901-1 ottobre 1903), poi presso la 26ª Divisione (1. Königlich Württembergische), venendo promosso maggiore il 27 gennaio 1906. ufficiale di stato maggiore presso il XIII. Armee Korps (1 ottobre 1906-1 ottobre 1908), poi di nuovo in servizio presso il Grossen Generalstab, tra il 1 ottobre 1909 e il 11 ottobre 1912 fu comandante di battaglione presso il Füsilier-Regiment "Kaiser Franz Josef von Österreich, König von Ungarn" (4. Württembergisches) Nr. 122, venendo promosso tenente colonnello il 1 ottobre 1912.
Divenne poi capo dipartimento presso lo Stato Maggiore Generale (Generalstab).  Promosso colonnello tra il 2 agosto 1914 e il 12 febbraio 1915 ricoprì l'incarico di capo di stato maggiore dello Etappen-Inspektion 7. Tra il 1915 e il 1916 fu capo di stato maggiore dell'VIII Armee Korps, e tra l'8 settembre  1916 e il 23 aprile 1917 dello Armee-Abteilung B. Divenuto maggiore generale, tra il 17 maggio e il 18 luglio 1918 fu comandante della 51. Landwehr Infanterie Brigade della 243ª Divisione. Il 1 settembre 1918 fu insignito dell'Ordine Pour le Mérite.  A partire dal 17 febbraio 1919 ricoprì l'incarico di rappresentante militare plenipotenziario  del Württemberg a Berlino, e rappresentò gli interessi militari del Württemberg nella Capitale fino allo scioglimento del vecchio esercito.  Tra il 1919 e il 1920 fu vice rappresentante del Württemberg presso la Reichswehr. Nel 1920 prestò servizio presso il centro di elaborazione dell'esercito del Württemberg. Posto in pensione il 31 maggio 1920 si ritirò a Möhringen, e il 27 agosto 1939 fu insignito del grado di Generalleutnant. Si spense a Stoccarda il 23 aprile 1950.

### Fonti
1. 1 2 3 4 5 6  Bundesarchiv.
2. 1 2 3 4 5  Archivsource.
3. 1 2  Landesarchiv.